# Сесил Френк Пауел
Сесил Френк Пауел (енгл. Cecil Frank Powell; 5. децембар 1903 – 9. август 1969) био је енглески физичар и добитник Нобелове награде за физику "за развој фотографске методе проучавања нуклеарних процеса и открића у вези мезона остварена помоћу ове методе".